# Paxton Whitehead
Francis Edward Paxton Whitehead (* 17. Oktober 1937 in East Malling, Kent, England; † 16. Juni 2023 in Arlington, Virginia, USA) war ein britischer Film- und Theaterschauspieler sowie Theaterregisseur.

## Leben
Paxton Whitehead begann im Alter von 17 Jahren eine Ausbildung an der Londoner Webber Douglas Academy of Dramatic Art. Danach folgten ab 1956 erste Auftritte am Theater. Ab 1958 war er Mitglied des Theaterensembles der Royal Shakespeare Company.
Später trat er auch in Kanada und den Vereinigten Staaten auf und gab 1962 mit seiner Rolle in The Affair am Henry Miller’s Theatre seine Broadway-Debüt. Von 1962 1964 trat er in einer landesweiten Theatertournee im Stück Beyond the Fringe auf. Er wirkte in der American Shakespeare Company und war von 1967 bis 1977 als Nachfolger von Barry Morse als künstlerischer Leiter des Shaw Festivals tätig. In dieser Funktion inszenierte er auch als Regisseur verschiedene Stücke.
Ab Mitte der 1970er Jahre trat er als Schauspieler auch beim Fernsehen in Erscheinung. 1986 hatte er in Jumpin’ Jack Flash seinen ersten Filmauftritt. Im gleichen Jahr war er in Mach’s noch mal, Dad in der Rolle des Dr. Phillip Barbay zu sehen. Im Anschluss folgte ein längeres Engagement für die Fernsehserie Marblehead Manor.
Neben seinen Auftritten in Film und Fernsehen wirkte er bis 2011 auch wieder in verschiedenen Theaterinszenierungen.
Whiteheads 1971 geschlossene Ehe mit der Schauspielerin Patricia Gage endete 1986 durch Scheidung. Aus seiner 1987 geschlossenen zweiten Ehe mit Katherine Jane Robertson gingen zwei Kinder hervor.

## Filmografie (Auswahl)
- 1974: Performance (Fernsehserie, eine Episode)
- 1974: The National Dream: Building the Impossible Railway (Miniserie)
- 1975: The First Night of 'Pygmalion' (Fernsehfilm)
- 1979: Riel (Fernsehfilm)
- 1982: Magnum (Magnum, P.I., Fernsehserie, eine Episode)
- 1982: Hart aber herzlich (Fernsehserie, Folge 3.21: Einfach Hart)
- 1982: Hart aber herzlich (Fernsehserie, Folge 4.07: Geld macht nicht glücklich)
- 1985: Brothers (Fernsehserie, eine Episode)
- 1986: Das A-Team (The A-Team, Fernsehserie, eine Episode)
- 1986: Jumpin’ Jack Flash
- 1986: Mach’s noch mal, Dad (Back to School)
- 1987: Down and Out in Beverly Hills (Fernsehserie, eine Episode)
- 1987: Silver Spoons (Fernsehserie, eine Episode)
- 1987: Baby Boom – Eine schöne Bescherung (Baby Boom)
- 1987–1988: Marblehead Manor (Fernsehserie, 24 Episoden)
- 1988: Great Performances (Fernsehserie, eine Episode)
- 1988: Baby Boom (Fernsehserie, eine Episode)
- 1989: Mord ist ihr Hobby (Murder, She Wrote, Fernsehserie, eine Episode)
- 1989: The Nutt House (Fernsehserie, eine Episode)
- 1990: Chips, the War Dog (Fernsehfilm)
- 1991: Law & Order (Fernsehserie, eine Episode)
- 1991: Child of Darkness, Child of Light (Fernsehfilm)
- 1991: An Inconvenient Woman (Fernsehfilm)
- 1992: The General Motors Playwrights Theater (Fernsehserie, eine Episode)
- 1992: Nervous Ticks
- 1992: Boris and Natasha (Fernsehfilm)
- 1992–1999: Verrückt nach dir (Mad About You, Fernsehserie, neun Episoden)
- 1993: Almost Home (Fernsehserie, eine Episode)
- 1993: Die Abenteuer von Huck Finn (The Adventures of Huck Finn)
- 1993: 12:01 (Fernsehfilm)
- 1993: Mein Freund, der Zombie (My Boyfriend's Back)
- 1994: Where Are My Children? (Fernsehfilm)
- 1994: Primal Secrets (Fernsehfilm)
- 1995: Goldilocks and the Three Bears
- 1995–1996: Simon (Fernsehserie, 11 Episoden)
- 1995–1996: Ellen (Fernsehserie, drei Episoden)
- 1996: London Suite (Fernsehfilm)
- 1996: Caroline in the City (Fernsehserie, eine Episode)
- 1996: Hinterm Mond gleich links (3rd Rock from the Sun, Fernsehserie, eine Episode)
- 1996: Frasier (Fernsehserie, eine Episode)
- 1997: RocketMan
- 1997: Liberty! The American Revolution (Miniserie, sechs Episoden)
- 1998: Allein gegen die Zukunft (Early Edition, Fernsehserie, eine Episode)
- 1998: Friends (Fernsehserie, zwei Episoden)
- 1999: The Duke
- 2000, 2004: The West Wing – Im Zentrum der Macht (The West Wing, Fernsehserie, zwei Episoden)
- 2001: Dead Last (Fernsehserie, eine Episode)
- 2001: Kate & Leopold
- 2007: Desperate Housewives (Fernsehserie, eine Episode)
- 2009: The Aristocrat
- 2011: The Importance of Being Earnest

## Theaterstücke (Auswahl)
Schauspiel
- 1962: The Affair
- 1962–1964: Beyond the Fringe
- 1970: Candida
- 1972: There’s One in Every Marriage
- 1973–1974: Chemin de Fer
- 1975–1976: Habeas Corpus
- 1978–1979: The Crucifer of Blood
- 1980: Camelot
- 1983–1985: Noises Off
- 1989: Run for Your Wife
- 1989: Artist Descending a Staircase
- 1990: Lettice and Lovage
- 1992: A Little Hotel on the Side
- 1993–1994: My Fair Lady
- 2005: Absurd Person Singular
- 2011: The Importance of Being Earnest